# Longipalpus tahuensis
Longipalpus tahuensis là một loài bọ cánh cứng trong họ Cerambycidae.